# فالميغر
فالميغر (بالفرنسية: Valmigère)‏ هي بلدية تقع في فرنسا في Canton of Couiza.[بحاجة لمصدر] يقدر عدد سكانها بـ 21 نسمة ومساحتها 5.94 كم2 وترتفع عن سطح البحر 692 متر.